# Lista de personagens da Archie Comics
A seguir, é apresentada uma lista de personagens do universo da Archie Comics. Personagens licenciados como Sonic the Hedgehog e Mega Man não estão incluídos nesta lista.

## Archie

### Personagens principais

#### Archie Andrews
O personagem Archie Andrews foi criado por John L. Goldwater, Bob Montana com colaboração de Vic Bloom. Apareceu pela primeira vez em uma tira de humor em Pep Comics nº 22 (dezembro de 1941).

#### Betty Cooper
Uma garota bondosa, carinhosa, talentosa e inteligente. Ela é apaixonada por Archie, e sempre vive em competição com Veronica, pelas afeições de Archie. Ela tem uma paixão pela escrita e é uma boa aluna, atleta, cozinheira e mecânica automotiva. Ela se preocupa profundamente com o bem-estar dos outros e está sempre pronta para ajudar as pessoas com seus problemas. Ela tem dois irmãos, Polly e Charles.

#### Veronica Lodge
Veronica Lodge (às vezes chamado Ronnie ou Ron pelos seus amigos íntimos) é a única filha de Hiram Lodge, um dos homens mais bem sucedidos de Riverdale, e sua esposa Hermione Lodge. Veronica é uma garota atraente com cabelo preto e sempre atualizada sobre moda.

#### Jughead Jones
Forsythe Pendleton "Jughead" Jones III é o melhor amigo de Archie. Jughead é um estudante inteligente, de língua afiada, descontraído, fácil de lidar e excêntrico. Ele é obcecado por comida e em algumas histórias é assexual. A maioria vê ele como sendo preguiçoso. Ele é identificado por seu nariz comprido, olhos semicerrados, e seu suéter com "S" e um gorro. Ele tem uma irmã mais nova chamada Jellybean. Na série de histórias em quadrinhos, Life with Archie, ele casa-se com Midge Klump.

#### Reggie Mantle
Principal rival de Archie, particularmente pelos afetos de Veronica. Embora eles sejam as vezes sejam bons amigos, ele frequentemente zomba de Archie e não entende por que as garotas preferem sair com ele. Ele é muito vaidoso e convencido, pensa que pode namorar com quem quiser.

#### Dilton Doiley
Um garoto nerd e inventor altamente inteligente. Ele tem notas altas em todas as matérias, exceto em educação física e é o aluno favorito da maioria dos seus professores. Ele não está especialmente interessado em namorar e é tímido com garotas, embora tenha mostrado interesse em algumas garotas da série. Apesar das suas peculiaridades, ele se encaixa bem no grupo. Ele e Moose são os melhores amigos, apesar das suas personalidades contrastantes.

#### Midge Klump
Namorada de Moose que muitas vezes fica frustrada com seus ciúmes e falta de inteligência, mas ainda o ama muito. Os garotos nem sequer podem falar com ela sem incorrer a ira de Moose. No entanto, ela não costuma mostrar interesse por outros rapazes. Reggie sente-se particularmente atraído por ela.

#### Ethel Muggs
Uma adolescente alta, tensa, um pouco tonta, mas de bom coração, que tenta sempre conquistar o Jughead, embora sem sucesso. Apresentada como fisicamente pouco atraente, ela tem muitos amigos próximos e leva uma vida social ativa.

#### Chuck Clayton
Inicialmente um garoto solitário e tímido, ele se tornou um dos alunos mais populares da escola. Ele é um atleta muito talentoso e gosta de fazer caricaturas por diversão. Ele é amigo íntimo de Archie desde sua introdução.

#### Nancy Woods
A namorada fiel de Chuck. Ela não se interessa por outros meninos, sendo dedicada apenas a Chuck. No entanto, ela costuma se incomodar com o fato de ele prestar mais atenção aos seus hobbies do que ela. Nancy gosta de esportes, moda e jornalismo e é amiga íntima das outras garotas.

#### Hiram Lodge
O pai da Veronica, e o homem mais rico de toda Riverdale. Ele é casado com Hermione Lodge, também é um multibilionário e um dos homens mais ricos do mundo. Ele é e o CEO de sua empresa multibilionária, a Lodge Industries.

#### Mr. Waldo Weatherbee
O director da escola, popularmente referido como 'The Bee'. Um ex-fuzileiro naval dos Estados Unidos conhecido por ser obeso e careca, ele é frequentemente vítima das brincadeiras de Archie, o que muitas vezes coloca Archie em detenção. Ele é, no entanto, muitas vezes bastante útil e amigável com os alunos.

#### Miss Geraldine Grundy
Professora na Riverdale High. Ela é retratada como professora de inglês, embora ocasionalmente seja mostrada ensinando outras disciplinas. Ela é bem envelhecida, magra, de cabelo branco, e sua personalidade alterna entre áspera e maternal.

#### Pop Tate
Proprietário e gerente da Chok'lit Shoppe, uma sorveteria e ponto de encontro frequente da turma de Archie. Pop Tate é o filantropo auto-designado da turma de Archie, ouvindo sobre seus problemas enquanto serve sorvete e uma variedade de outras guloseimas.

#### Kevin Keller
O primeiro personagem abertamente gay da Archie Comics. Esse fato rendeu-lhe muita atenção na mídia americana de quadrinhos. Veronica estava profundamente atraída por ele, mas inicialmente não tinha consciência de sua sexualidade, então Jughead se aproveitou dessa situação para se vingar de Veronica por humilhá-lo. A sexualidade de Kevin não é apresentada como controversa ou estereotipada nos quadrinhos, mantendo a imagem da Archie Comics de aceitar diversidade e inclusão.

### Familiares

#### Família Andrews
- Fred Andrews: Pai de Archie, um homem de negócios de classe média. Altamente conservador e antiquado, ele é incomodado com o comportamento de seu filho. No entanto, ele e Archie têm uma série de interesses em comum, e compartilham muitas atividades entre pai e filho.[2]
- Mary Andrews: A típica mãe suburbana americana de Archie que trabalha para uma agência imobiliária. Ela é mais tolerante ao comportamento de Archie do que seu marido, e normalmente é a única que consegue manter a ordem na casa.[8]
- Artie Andrews: O avô paterno de Archie apareceu esporadicamente durante anos antes de receber o nome de Artie Andrews. Às vezes o cabelo dele é branco, às vezes é laranja, e às vezes só perdeu parcialmente a cor. No entanto, o seu cabelo tem quase sempre o mesmo padrão de Archie.

Animais de estimação
- Spotty: Cão de estimação de Archie, que apareceu principalmente nas histórias em quadrinhos, Little Archie, como um membro honorário da turma, ele é conhecido por acompanhá-los em suas aventuras. Ele tem um relacionamento próximo com seu dono.
- Vegas: Archie é apresentado com o seu cão, Vegas, em várias edições da Archie Comics. Ele é um cachorro de cor caramelo com uma coleira vermelha.

#### Família Lodge
- Hermione Lodge: A mãe esbelta e rica de Veronica. Ela costuma participar de trabalhos de caridade e é membra de vários grupos sociais de mulheres. Ela aparece com muito menos frequência do que o marido, no entanto, e raramente desempenha um papel significativo.[2]
- Hiram Lodge: O bilionário Hiram Lodge é o marido de Hermione e o pai de Veronica. Ele não gosta de Archie devido à sua falta de jeito, mas tolera-o porque ele faz Veronica feliz e a trata bem. Hiram é também o homem mais rico de Riverdale.[7]
- Leroy Lodge: Prima de Veronica que aparentemente está no ensino fundamental. Ela é meio problemática e brincalhona, fazendo com que ele se pareça com uma versão mais jovem de Reggie.
- Marcy McDermott: Prima nerd de Veronica que vem visitá-la de vez em quando. Estreando no início dos anos 2000, ela é fã dedicada de ficção científica que gosta de convenções de quadrinhos e Space Trek (uma paródia de Star Trek).
- Tia Zoey (Aunt Zoey): Tia de Veronica. Ela é uma mulher, com cabelo preto e curto (com mechas brancas e cinza). Ela não mora em Riverdale, mas visita Veronica sempre quando vai à cidade.
- Harper Lodge: Prima da Veronica. Ela é uma adolescente de cabelo preto comprido com madeixas cor-de-rosa. Harper é deficiente física e requer o uso de uma cadeira de rodas.

Empregados da família
- Hubert Smithers: O mordomo careca da mansão da Lodge e o criado de família mais frequentemente visto.
- Gaston: O cozinheiro francês da família Lodge. Ele fica muitas vezes frustrado quando Veronica tenta cozinhar na "sua" cozinha.